# Comitatul Mitchell, Georgia
Comitatul Mitchell (în engleză Mitchell County) este un comitat din statul Georgia, Statele Unite ale Americii. Începând cu recensământul din 2010, populația era de 23.498 persoane. Scaunul județean este Camilla. Mitchell County a fost creat pe 21 decembrie 1857. A fost numit pentru David Brydie Mitchell, 27-lea guvernator al Georgiei.

## Geografie
Potrivit Biroului de Recensământ din S.U.A., județul are o suprafață totală de 1.330 km2, dintre care 1.330 km2 este terenul și 4.4 km2 (0.3%) este apa.
Cea mai mare parte a județului Mitchell este situată în sub-bazinul râului Lower Flint al bazinului hidrografic al apelor acvatice (Apalachicola-Chattahoochee-Flint River Basin). Colțul sud-estic al județului, învecinat cu o linie de la Sale City sud-vest prin Pelham, se află în subacumulul râului Ochlockonee inferior din același bazin al râului Ochlockonee.

## Educație
Județul Mitchell District School operează școli publice.

## Demografie
|  | Graficele sunt indisponibile din cauza unor probleme tehnice. Mai multe informații se găsesc la Phabricator și la wiki-ul MediaWiki. |

Date: Wikidata - grafică realizată de Wikipedia